# Kerkouane
Kerkouane è la denominazione attuale del luogo in cui si trovava una città punica, nel nord-est della Tunisia, sulla penisola di Capo Bon.

## Storia
Ebbe un'esistenza di almeno 400 anni, fu probabilmente abbandonata durante la prima guerra punica (all'incirca nel 250 a.C.) e non venne ricostruita dai Romani. Kerkouane, un po' fuori dalle piste battute, contiene notevoli rovine risalenti all'epoca dell'antica Cartagine. Gli scavi hanno portato alla luce rovine risalenti al III e IV secolo a.C. Dell'insediamento rimangono i muri di alcune case e l'argilla intonacata sulle facciate. Le case vennero costruite seguendo una sorta di piano regolatore, con un sofisticato sistema di pianificazione territoriale.
Sono ancora presenti alcune colonne di un antico santuario dove sono stati rinvenuti anche frammenti di un mosaico. Sono poi visibili marciapiedi, soglie delle porte d'ingresso e pavimenti decorati con mosaici. Gli archeologi sono ancora al lavoro a Kerkouane anche se le parti più interessanti del complesso sono probabilmente quelle già messe in luce. Kerkouane fu una delle più importanti città fenicio-puniche, insieme a Cartagine, Hadrumetum (la moderna Susa) e Utica.

## Attrazioni
L'UNESCO inserì Kerkouane e la sua necropoli tra i Patrimoni dell'umanità nel 1985, citando tra le motivazioni il fatto che costituisce l'unico esempio di città fenicio-punica ad essere sopravvissuta.

## Galleria d'immagini

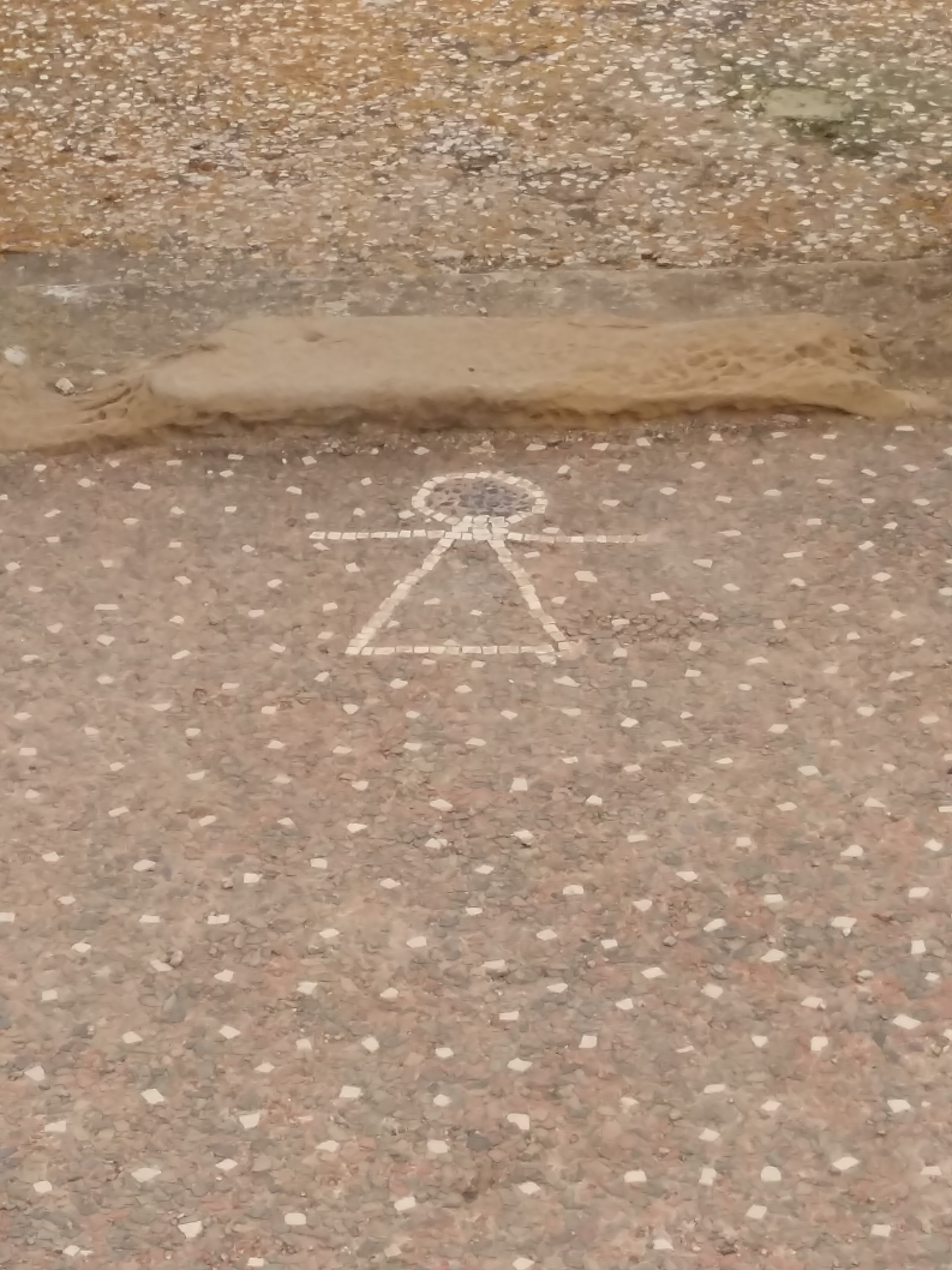
Pavimento di una casa di Kerkouane
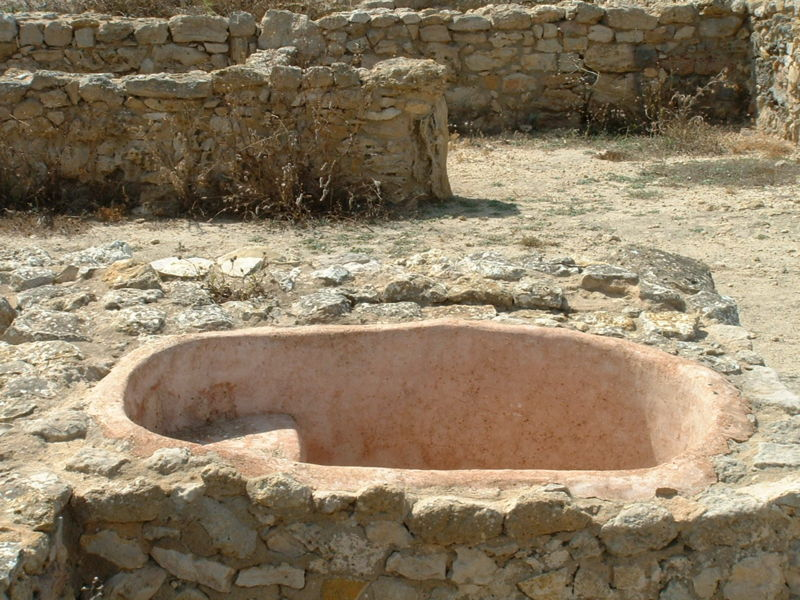
Un bagno
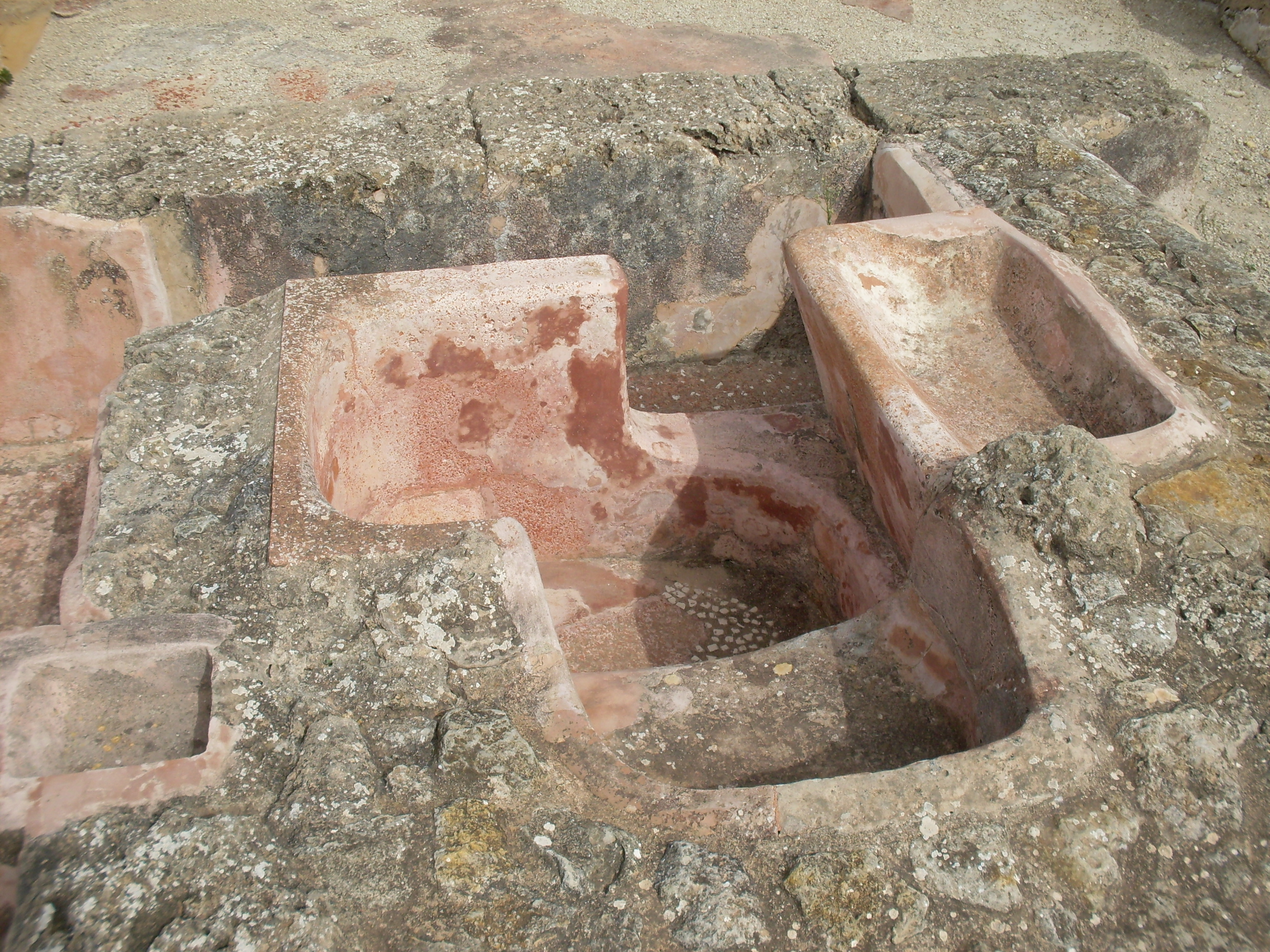
Un bagno
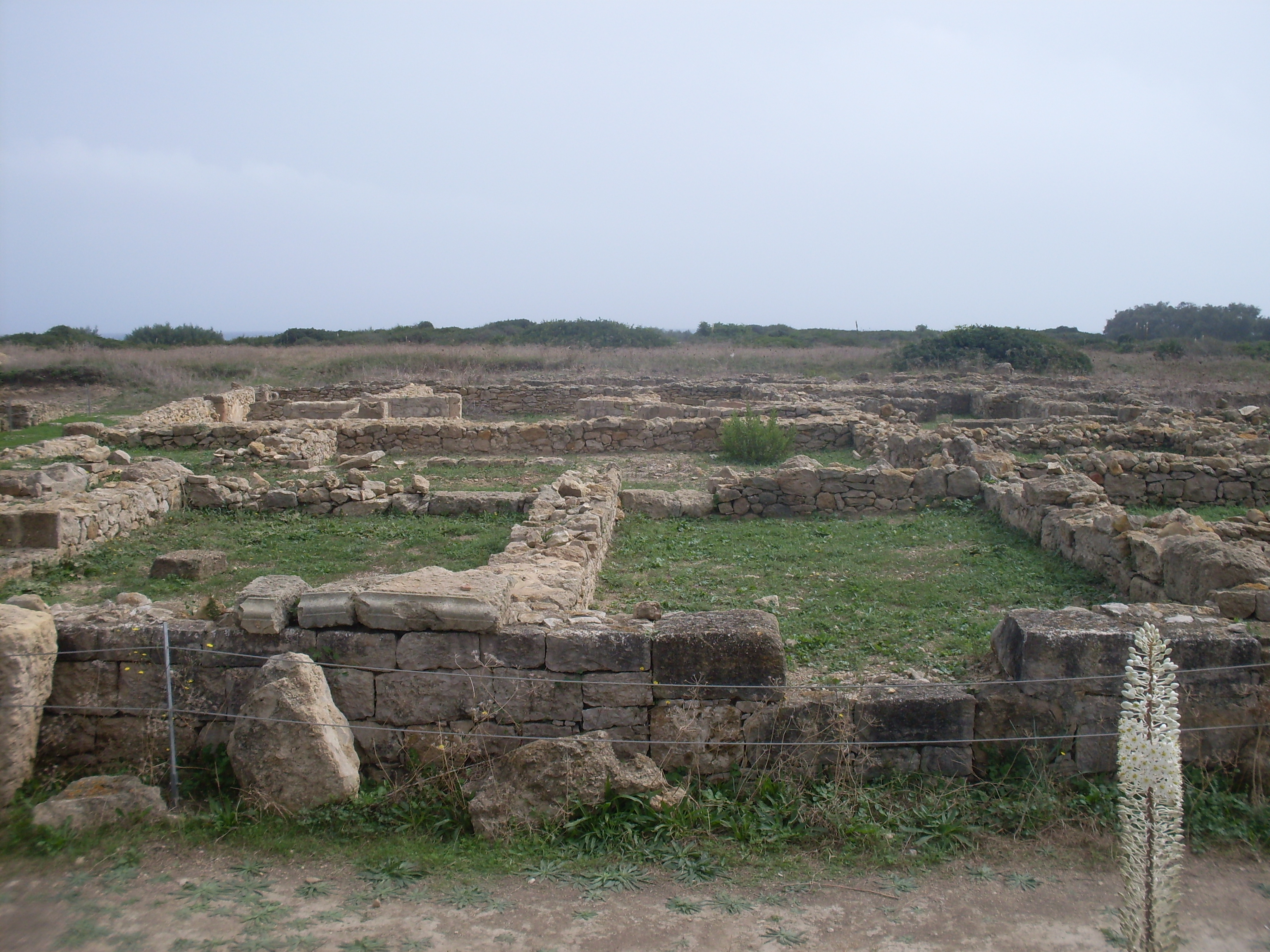
Resti di case
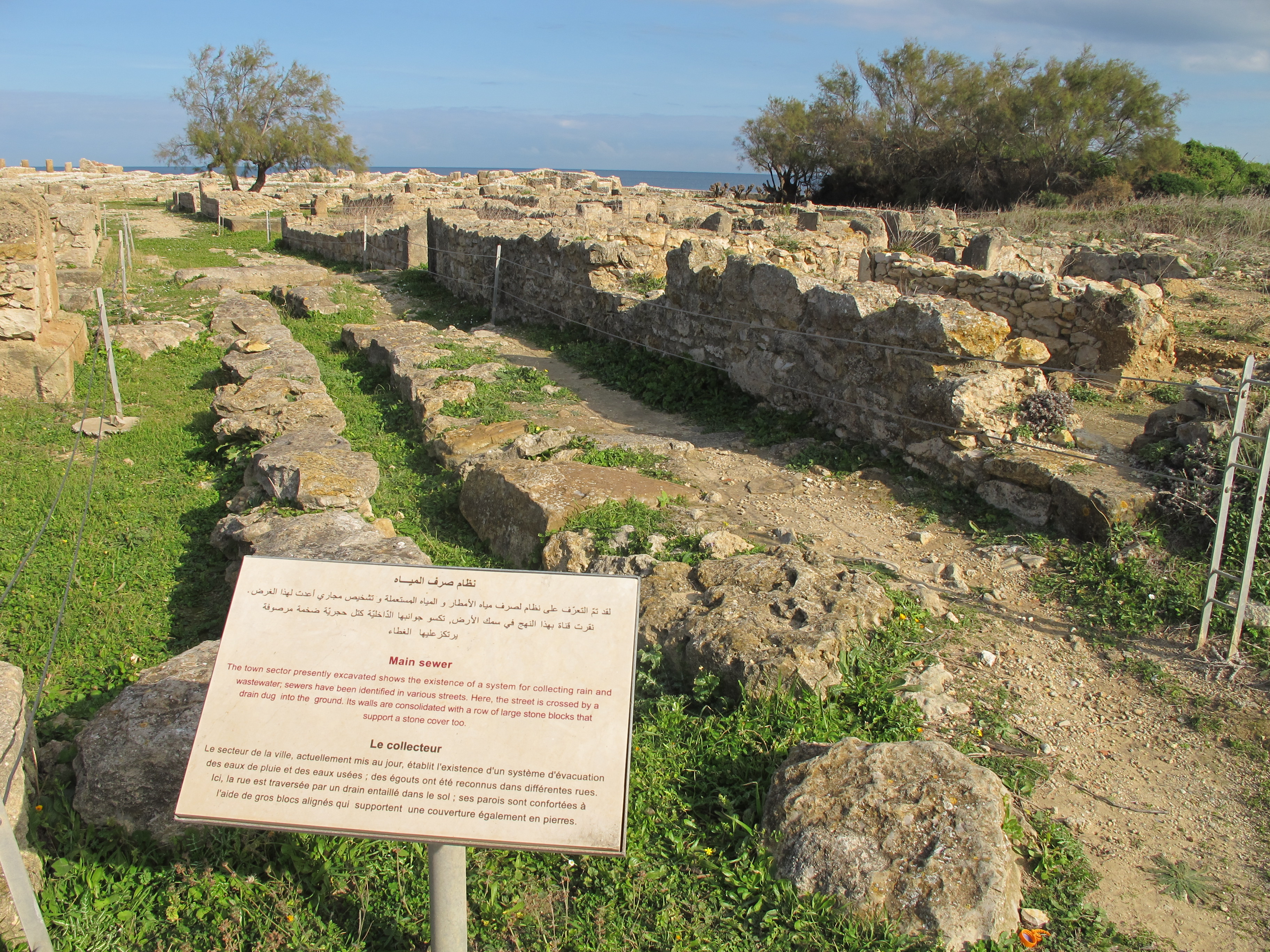
Veduta del sito archeologico
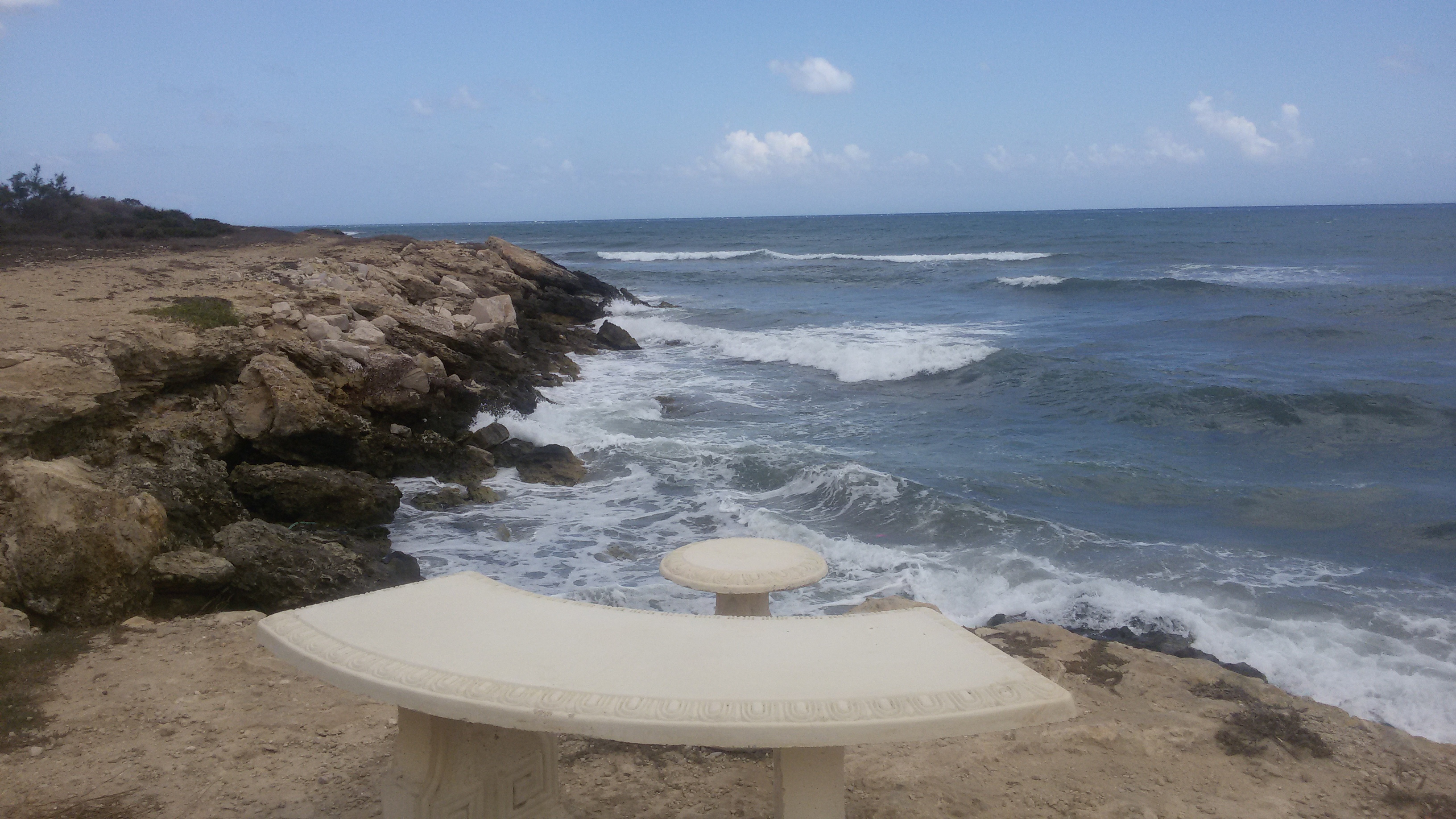
Panorama apprezzabile fuori dal museo di Kerkouane
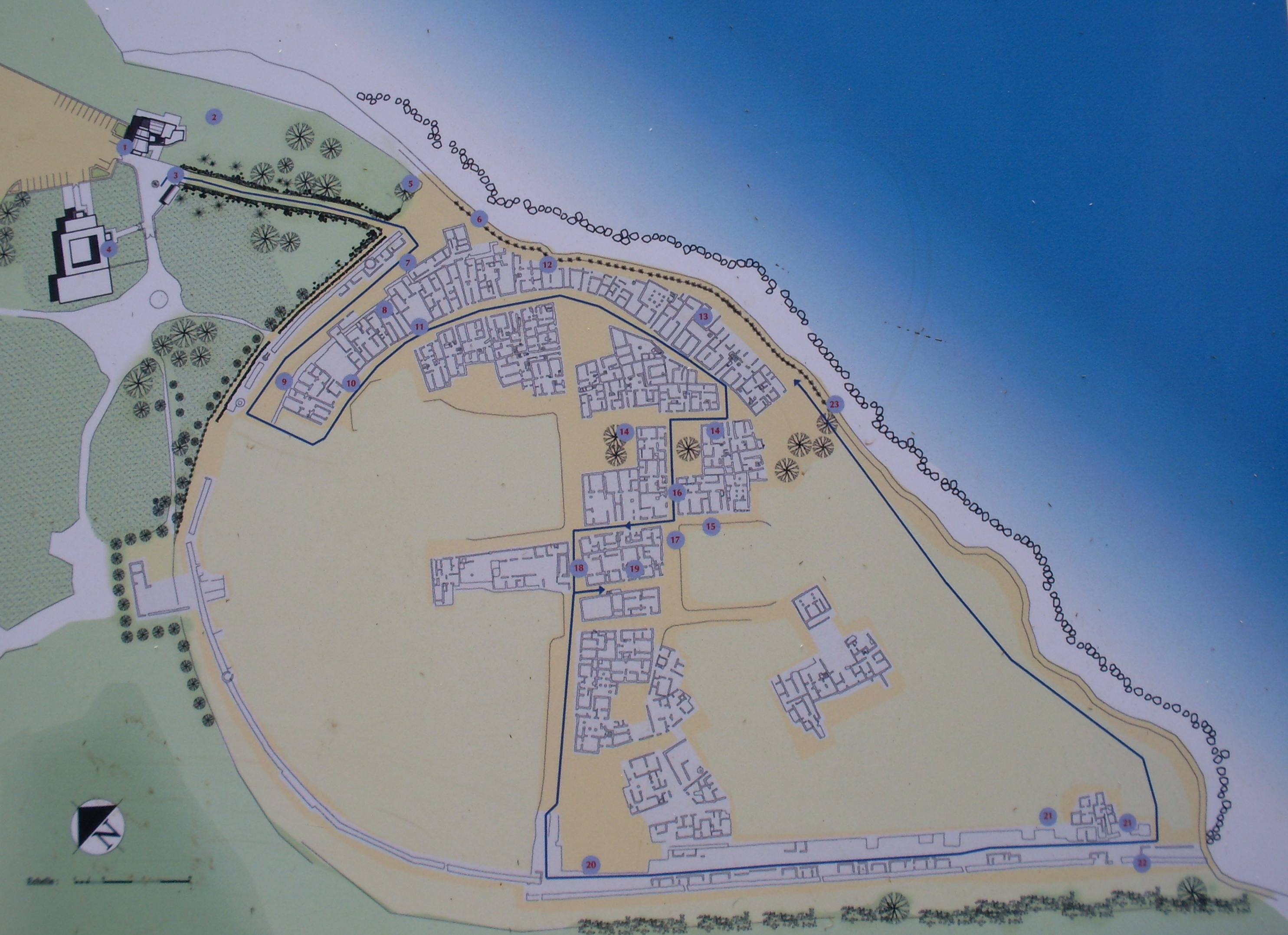
Pianta del sito
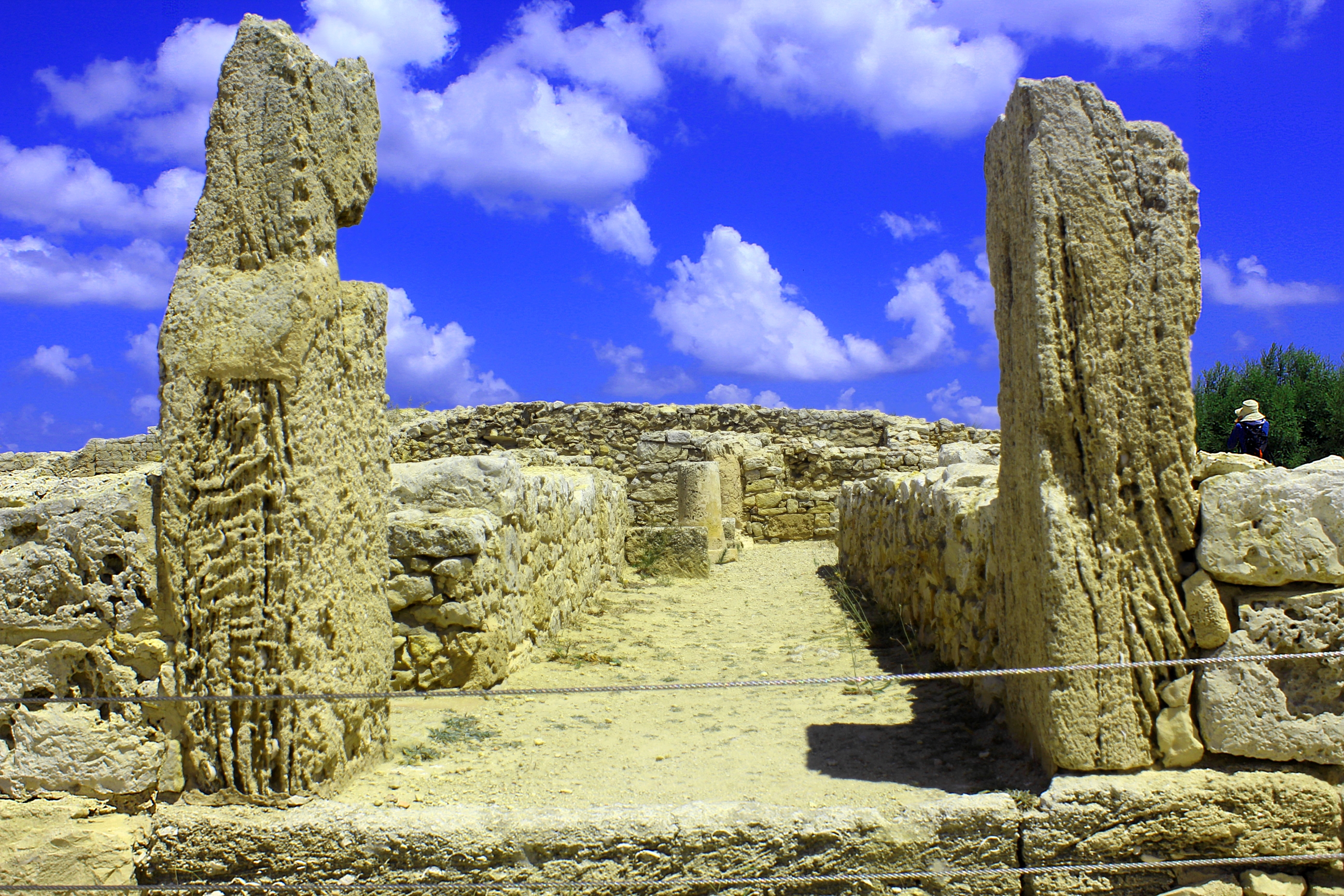
Resti di Tamezrat
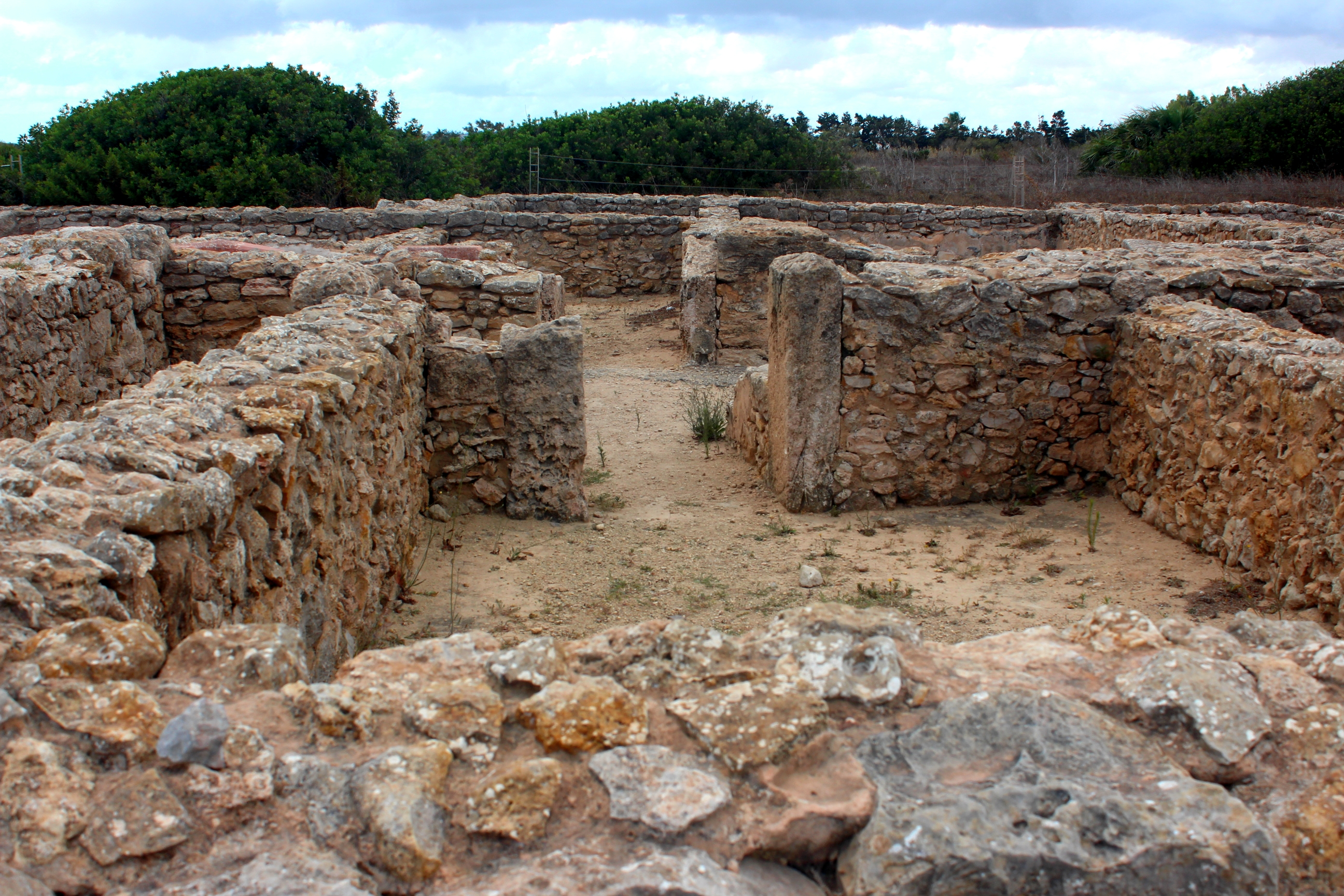
Resti di muri in alzato
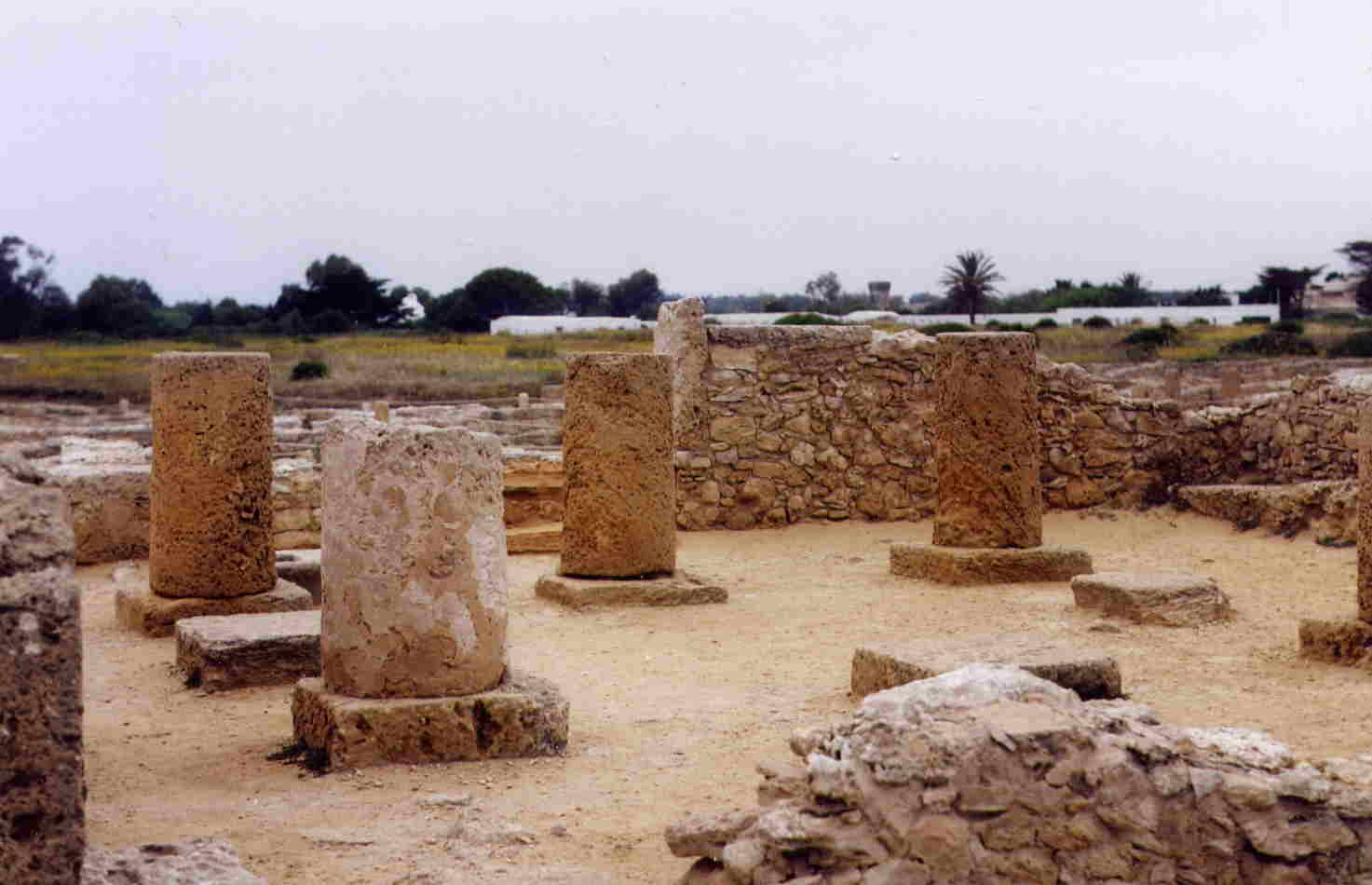
Resti di colonne
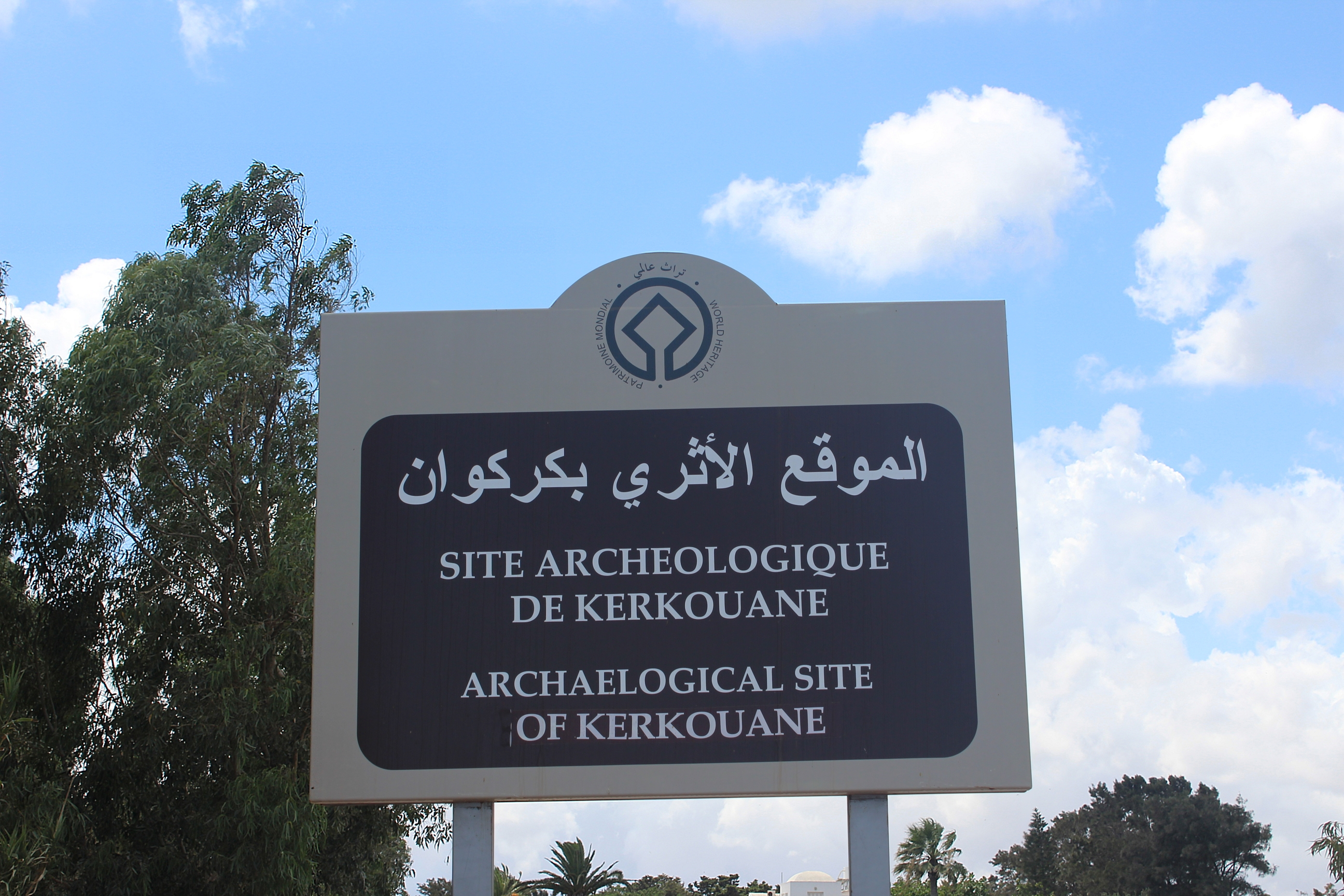
Cartello del sito
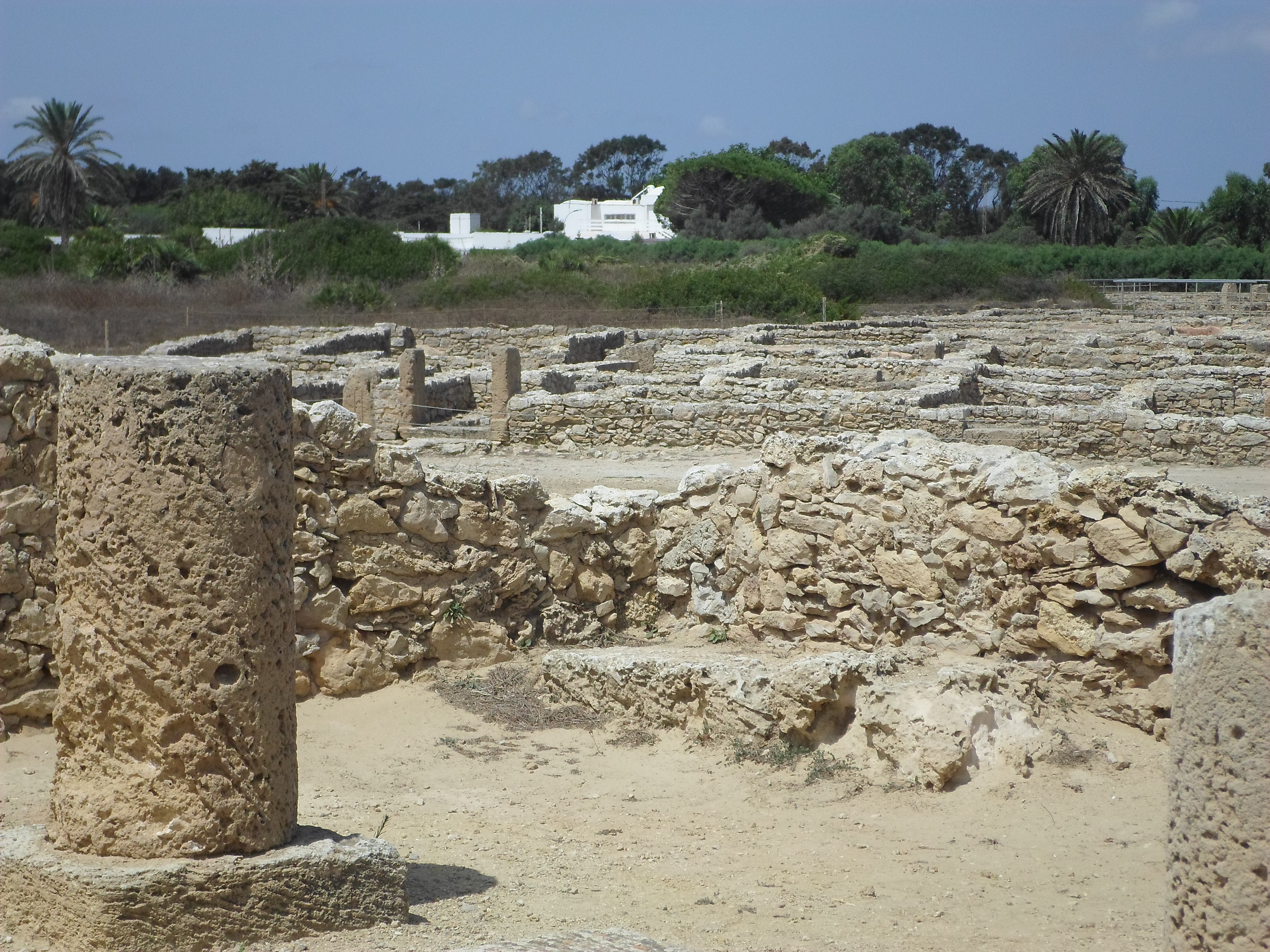
Vista generale del sito